# 艾俊彬
艾俊彬爵士，GBE，QC（英語：Sir Johann Thomas Eichelbaum，1931年5月17日—2018年10月31日），紐西蘭及香港法官，1989年至1999年任第十一任紐西蘭首席大法官，2000年至2009年出任香港終審法院非常任法官。

## 簡歷
艾俊彬1931年5月17日生於德國柯尼斯堡，1938年為逃避納粹黨對猶太人的迫害而舉家遷往紐西蘭威靈頓。他在當地入讀哈特谷高校，後來升讀威靈頓維多利亞大學，主修法律，1954年法學士畢業。
艾俊彬在1950年至1958年受僱於查普曼·卓普律師行，1953年成為執業律師，1954年繼而取得執業大律師資格，曾從W·P·肖特蘭、I·H·麥克亞瑟及N·A·莫里森等人學習，至1958年起成為該行合夥人，1968年至1978年出任高級合夥人。
艾俊彬在1978年獲御用大律師資格，同年起至1982年離開所屬律師行私人執業。1980年至1982年出任紐西蘭律師會主席，1982年獲委任為紐西蘭高等法院法官，後於1989年繼羅納德·戴維森爵士出任第11任紐西蘭首席大法官，同年獲英女皇授予GBE勳銜，並獲委為英國樞密院顧問官。任內他曾於1993年參與樞密院司法委員會的多宗案件審理，另外在1994年至1999年澳紐首席大法官理事會成員。艾爵士在1999年卸任大法官一職，由賽恩·伊萊亞斯女爵士接替。
卸任後的艾俊彬爵士曾主持多宗具爭議性的調查工作，其中在2000年至2001年任基因改造事宜皇家委員會主席，後來在2003年主持調查紐西蘭失去當年世界盃欖球賽協辦權的原委。有關報告發表後，紐西蘭欖球聯盟主席及行政總裁就事件辭職。
在2000年，艾俊彬爵士連同布仁立爵士及苗禮治勳爵等人獲香港行政長官董建華委為香港終審法院非常任法官。此外，艾爵士也是斐濟終審法院法官。

## 家庭
艾俊彬爵士已婚，妻子維達（Vida），共育有三名兒子。艾俊彬爵士夫婦現居於威靈頓以北的卡皮蒂海岸（Kapiti Coast）。

## 榮譽
- Q.C. （1978年）
- G.B.E. （1989年）
- P.C. （1989年4月18日[2]）
- 榮譽法學博士 （威靈頓維多利亞大學，1998年）

## 注腳
1. ↑  James N. Bade and James Braund (Eds) (编). . Auckland: Oxford University Press. 1998. ISBN 0-19-558363-9.
2. ↑  "PRIVY COUNSELLORS 1969 - present （页面存档备份，存于）", Leigh Rayment's Peerage Page, retrieved on 30 December 2008.

## 外部連結
- 艾俊彬爵士相關資料

| 司法职务                   | 司法职务                             | 司法职务                     |
| -------------------------- | ------------------------------------ | ---------------------------- |
| 前任者： 羅納德·戴維森爵士 | 第11任紐西蘭首席大法官 1989年—1999年 | 繼任者： 賽恩·伊萊亞斯女爵士 |